# Usakos

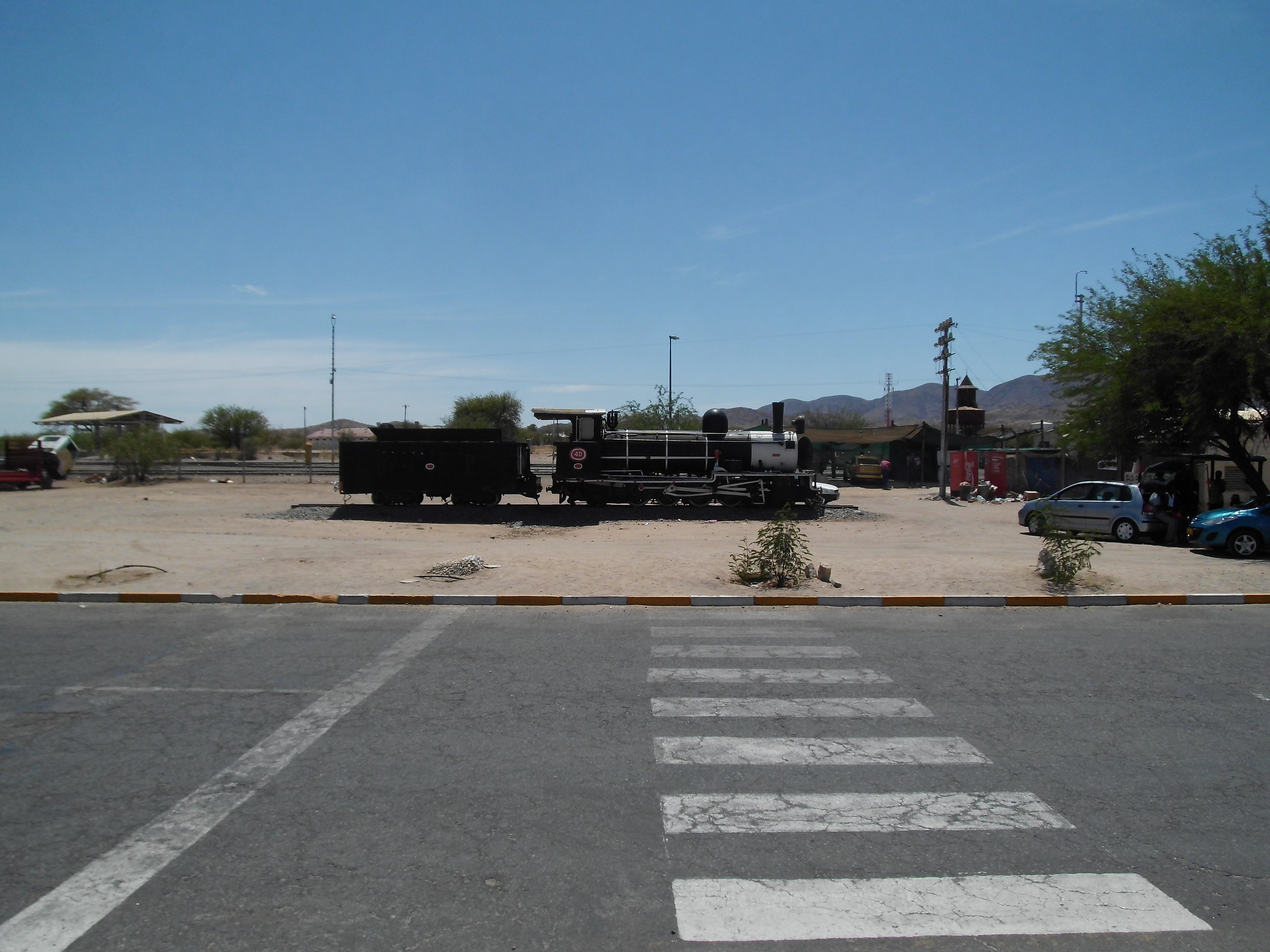
Historischer Zug vor dem Bahnhof in Usakos (2015)

Usakos (Khoekhoegowab: ǃUssaǃkosKlicklaut bzw. Otjiherero: Okanduu) ist eine Gemeinde im Wahlkreis Karibib (Region Erongo) in Namibia mit 5094 Einwohnern (Stand 2023) auf einer Fläche von 56,2995 Quadratkilometern.
Usakos liegt rund 150 Kilometer östlich von Swakopmund und 210 Kilometer westlich von Windhoek an der Nationalstraße B2 unweit von Karibib. Der Nubebberg im unmittelbaren Süden des Ortes sowie das rund 40 Kilometer nördlich gelegene Erongogebirge und der imposante 2319 Meter hohe Hohenstein bestimmen die Umgebung. In der näheren Umgebung liegt auch die berühmte Spitzkoppe.

## Geschichte
Zu Beginn der deutschen Kolonialzeit in Namibia verkaufte der Hererohäuptling Maharero Usakos als Farm an die Gebrüder Jansen. 1903 kaufte wiederum die Otavi Minen und Eisenbahn Gesellschaft (OMEG) das Land auf, um hier einen Bahnhof sowie weitere Wirtschaftsgebäude zu errichten, wodurch Usakos eine Eisenbahnverbindung nach Swakopmund und Tsumeb erhielt.

1914 wurden nördlich von Usakos große Turmalinvorkommen entdeckt. Darüber hinaus wurden größere Zinnvorkommen gefunden. Nach dem Ersten Weltkrieg entwickelte sich in Usakos deshalb unter südafrikanischer Herrschaft sehr bald eine nennenswerte Bergbauindustrie.

Bis in die 1960er Jahre florierte Usakos als typische Bergbaustadt und wuchs zu einem lokalen Zentrum der Region heran. Ab den 1960er Jahren verlor der Bergbau rund um Usakos jedoch zunehmend an Bedeutung, so dass auch die Ortschaft selbst einen wirtschaftlichen Niedergang erfuhr.

Besonders die durchgehende Befestigung der Straßenverbindung zwischen Windhoek und Swakopmund im Jahr 1969 markierte das Versinken von Usakos in die wirtschaftliche und infrastrukturelle Bedeutungslosigkeit, weil damit die bis dahin wichtige Rolle der örtlichen Eisenbahnverbindung hinfällig geworden war.

Heute fungiert Usakos vor allem als Zwischenstopp für den regen Durchgangsverkehr zwischen der Küste und der Hauptstadt Windhoek sowie anderen Städten im Landesinneren. Usakos besitzt heute Grundschulen, Krankenhäuser, Banken sowie eine Post- und Polizeistation.

## Bildungseinrichtungen
- Elifas Goseb Primary School
- Erongosig Primary School
- Usakos Junior Secondary School

## Politik
Bei den Kommunalwahlen 2020 wurde folgendes amtliche Endergebnis ermittelt. Gegenüber der Wahl 2015 büßte die SWAPO zahlreiche Stimmen und Sitze ein.
| Partei    | Stimmen | Stimmenanteil | Sitze |
| --------- | ------- | ------------- | ----- |
| SWAPO     | 398 ▼   | 38,72 % ▼     | 3 ▼   |
| UDF       | 260 ▼   | 25,3 % ▼      | 2 ▬   |
| IPC NEU   | 163     | 15,9 %        | 1     |
| PDM       | 78 ▲    | 7,6 % ▬       | 1 ▬   |
| LPM NEU   | 67      | 6,5 %         | 0     |
| COD       | 62 ▲    | 6,0 % ▲       | 0     |
| Insgesamt | 1028    | 100 %         | 7     |

## Söhne und Töchter der Gemeinde
- Hans Karl Diehl (1911–2007), Missionar, Präses der Evangelisch-Lutherischen Kirche in Südwestafrika
- Johannes ǀGaseb (* 1946), Politiker
- Theo-Ben Gurirab (1938–2018), Politiker
- Chris Kinda (* 1999), paralympischer Leichtathlet
- Alpheus ǃNaruseb (* 1954), Politiker
- Björn von Finckenstein (1958–2021), Arzt und Politiker
- Barbara Kahatjipara (* 1975), Fotomodell sowie Dozentin für Wirtschaftswissenschaften